# Fehér-Nílus
A Fehér-Nílus (arabul:  النيل الأبيض an nīl al 'abyaḍ, angolul: White Nile) folyó Afrika északkeleti részén, Uganda, Dél-Szudán és Szudán területén. A Kék-Nílussal együtt a Nílus legfontosabb forrásága. A Viktória-tótól Kartúmig a hosszúsága 3700 km.
A Fehér-Nílus két forráságból ered. Az egyik ág a Kagera Burundiból. Ez kb. 500 km-es út után ömlik bele a Viktória-tóba. A nagy tóból már Viktória-Nílus néven lép ki és halad északi irányba, felfűzve a Kyoga-tavat. A két tó közötti távolság alig több mint 100 km, de a szintkülönbség 123 m. A folyó itt tehát sellős, vízeséses (Owen-vízesés). A Kyoga-tó után még egy nagy szintkülönbséget (392 m) küzd le az Albert-tóig. A sok zuhatag közül a legnagyobb a 40 m magas Murchison-vízesés. 
Ugyancsak az Albert-tóba ömlik a Fehér-Nílus másik forrásága, a Szemliki. A két forráság vize az Albert-tóban keveredik, majd Albert-Nílus néven kanyarog tovább észak felé. Dél-Szudán területén Jubát 40 km-re elhagyva, Mongallánál jellege megváltozik és mocsárrá alakul. Egy 500 km hosszú mocsártengerré változik, ahol bizony nehéz megtalálni, melyik a Nílus főága. A nagy felületű mocsárvidék sok vizet párologtat, ezért Malakal település mellett kevesebb vízzel kerül ki a mocsártengerből, mint Mongallánál belépett oda. Végül Kartúmnál a Kék-Nílus vizével egybefolyva alkotja meg a Nílust.